# Новомиколаївка (Добровеличківська селищна громада)
Новомикола́ївка — село в Україні, у Добровеличківській селищній громаді Новоукраїнського району Кіровоградської області. Населення становить 46 осіб.

## Населення
Згідно з переписом УРСР 1989 року чисельність наявного населення села становила 49 осіб, з яких 17 чоловіків та 32 жінки.
За переписом населення України 2001 року в селі мешкало 46 осіб.

### Мова
Розподіл населення за рідною мовою за даними перепису 2001 року:
| Мова       | Відсоток |
| ---------- | -------- |
| українська | 89,13 %  |
| болгарська | 6,52 %   |
| білоруська | 2,17 %   |
| російська  | 2,17 %   |